# Euryphura porphyrion
Euryphura porphyrion är en fjärilsart som beskrevs av Ward 1871. Euryphura porphyrion ingår i släktet Euryphura och familjen praktfjärilar. Inga underarter finns listade i Catalogue of Life.